# 6987 Onioshidashi
6987 Onioshidashi è un asteroide della fascia principale. Scoperto nel 1994, presenta un'orbita caratterizzata da un semiasse maggiore pari a 2,7882534 UA e da un'eccentricità di 0,0493104, inclinata di 2,97171° rispetto all'eclittica.